# Броненосці типу «Ерцгерцог Фердинанд Макс»
Броненосці типу «Ерцгерцог Фердинанд Макс» (нім. Erzherzog Ferdinand Max-klasse) - броненосці ВМС Австро-Угорщини другої половини 19-го століття. 

## Історія створення
Броненосці типу «Ерцгерцог Фердинанд Макс» третью та останньою серією батарейних броненосців австрійського флоту. 
Кораблі були розроблені Йозефом фон Ромако на основі французьких броненосців типу «Глуар».

## Конструкція

### Корпус та силова установка
Корпуси кораблів були дерев'яними. Дерев'яна обшивка складалась з двох шарів. Зовнішній шар мав товщину 12 дюймів, внутрішній - 5 дюймів. Плавно вигнутий назовні форштевень мав кований залізний таран. Кораблі мали гострі обводи носової частини і аркоподібну корму, яка добре захищала стерно.
По всій довжині кораблі були закриті 123-мм залізними плитам , встановленими на 2,5-см свинцеву підложку. Пояс спускався нижче ватерлінії на 1,02 м, а в носовій частині - га 1,68 м, що робилось для кращого кріплення тарану.
Батарея прикривалась 140-мм бронею, яка доходила до верхньої палуби, а в носовій частині - майже до напівбака. В закінченнях корабля товщина броні зменшувалась до 95 мм.
Кораблі мали вітрильне оснащення класу барка на трьох залізних щоглах. Бушприт був висувний, на випадок тарану.
Силова установка складалась з двоциліндрової горизонтальної парової машини, виготовленої за кресленнями британської фірми «Maudsley & Field». Пара для неї вироблялась чотирма паровими котлами. Машина приводила в рух один дволопатевий гвинт, забезпечуючи швидкість у 12,5 вузлів. 

### Озброєння
Відомості стосовно планованого озброєння броненосців типу «Ерцгерцог Фердинанд Макс» суперечливі. За одними даними, планувалось встановити по 32 x 48-фунтові гладкоствольні гармати. За іншими, відразу планувалось встановлення 210-мм нарізних гармат Круппа, які дійсно були замовлені, але їх поставку заблокував уряд Пруссії. В результаті на момент початку австро-італійської війни 1866 року на обох кораблях були встановлені по 16 x 48-фунтових гармат, 4 x 8-фунтові гармати і  2 x 3-фунтові гармати. З таким озброєнням кораблі брали участь в битві біля Лісси.
Остаточно кораблі були добудовані лише у 1867 році, згодом неодноразово модернізовувались та переозброювались.   

## Представники
| Назва                                                  | Верф                                     | Закладений         | Спущений на воду    | Вступив у стрій  | Доля                                                                               |
| ------------------------------------------------------ | ---------------------------------------- | ------------------ | ------------------- | ---------------- | ---------------------------------------------------------------------------------- |
| «Ерцгерцог Фердинанд Макс» SMS Erzherzog Ferdinand Max | «Stabilimento Tecnico Triestino», Трієст | 6 травня 1863 року | 24 травня 1865 року | липень 1866 року | Виключений зі складу флоту 16 травня 1886 року Розібраний у 1916 році              |
| «Габсбург» SMS Habsburg                                | «Stabilimento Tecnico Triestino», Трієст | червень 1863 року  | 24 червня 1865 року | липень 1866 року | Виключений зі складу флоту 22 жовтня 1898 року Розібраний протягом 1899-1900 років |